# Feria de Piriápolis
La Feria de Piriápolis, también denominada Paseo de la Pasiva, es una feria artesanal de la ciudad balnearia de Piriápolis, Maldonado, en el sur del Uruguay. Allí, luego de que se oculta el sol, diversos artesanos exponen y venden sus productos. Se encuentra ubicada en la Rambla de los Argentinos.
Cuenta con cien puestos de artesanos uruguayos. En ellos es posible encontrar productos de diversos rubros, todos son creados artesanalmente. Entre otros se exhiben manufacturas de cuero, accesorios para complementar la vestimenta, madera y piedras, todas de origen uruguayo. Esta feria funciona en temporada de verano.

## Orígenes
La Feria artesanal (Paseo de la Pasiva) fue inaugurada en 1930. Antiguamente allí se encontraban los primeros baños públicos y vestuarios del país, del primer Hotel (1905). Dicho hotel fue administrado por Francisco Piria. En ese momento Francisco Piria diseñaba y creaba su ciudad.
Con el paso de los años este lugar se transformó en el palacio de la cerveza, lo que luego fue el Cine Argentino. Hoy en día no se encuentra ningún rastro arquitectónico de los mismos.

En el año 1927 nace el edificio Paseo de La Pasiva. A partir de 2000, en dicho predio funcionan tanto el Paseo de La Pasiva como la Oficina de Turismo.